# Židovský humor
Židovský humor je druh humoru, který je zakořeněný v tradici judaismu a datuje se již od dob Tóry a Midraše. Současné variace (nejčastěji zmapované ve Spojených státech) jsou spíše definovány jako humor, který obsahuje prvky sebeshazování, drsného humoru a anekdotického humoru Východní Evropy. Je zajímavé, že veliké procento amerických a ruských komiků od dob vaudeville a stand-up bylo židovského původu.

## Historie
Židovský humor pramení z několika zdrojů:
- V Talmudu jsou - i přes seriózní terminologii - vylíčeny různé absurdní situace.
- Podle Hillele Halkina pochází židovský humor (respektive elementy sebepodceňování a sebeshazování) z arabského ovlivnění tehdejší židovské literatury.[2]

## Typy židovského humoru
Existuje nespočet poddruhů židovského humoru. Patří sem například assimilation (asimilace), self-hating (sebepohrdání), vtipy/anekdoty, vtipy o náboženství a gójích, americký židovský humor apod. V češtině a potažmo v České republice to často bývají vtipy, v nichž vystupuje Roubíček, Sára a Kohn.

### Americký židovský humor
V americkém židovském humoru má veliké zastoupení jidiš, jelikož spousta slov se zdá být humorná pro americké ucho (potažmo pro anglicky mluvícího jedince).. Mezi termíny, které přešly do americké angličtiny, patří mimo jiné: shnook, shmendrik, shlemiel, shlimazel. Dalším fenoménem je tvoření novotvarů, které obsahují hebrejsky znějící schm ve slově, což je jistý typ hraní se slovíčky (word play).

## Média a osobnosti
Mezi televizní seriály ovlivněné židovským humorem patří:
- Show Jerryho Seinfelda
- Curb Your Enthusiasm

Mezi komiky židovského původu patří:
- Sacha Baron Cohen
- Peter Sellers
- Jack Benny
- Sid Caesar
- George Burns
- Henny Youngman
- Milton Berle
- Woody Allen